# Varbó
Varbó ist eine ungarische Gemeinde im Kreis Miskolc im Komitat Borsod-Abaúj-Zemplén.

## Geografische Lage
Varbó liegt in Nordungarn, 14 Kilometer nordwestlich des Komitatssitzes und der Kreisstadt Miskolc an dem Fluss Nyögő-patak. Nachbargemeinden sind Parasznya, Kondó und Tardona.

## Geschichte
Im Jahr 1907 gab es in der damaligen Kleingemeinde 157 Häuser und 853 Einwohner auf einer Fläche von 4488 Katastraljochen. Sie gehörte zu dieser Zeit zum Bezirk Szentpéter im Komitat Borsod.

## Söhne und Töchter der Gemeinde
- Mihály Gergely (1921–2007), Schriftsteller und Journalist

## Sehenswürdigkeiten
- Baptistisches Gebetshaus, 1921 erbaut
- Dorfmuseum (Falumúzeum) in einem traditionellen Bauernhaus aus den 1930er Jahren
- Reformierte Kirche, 1806–1809 im spätbarocken Stil erbaut, der 1844 eingestürzte Turm wurde 1898 neu errichtet und die Orgel wurde 1912 von János Kerékgyártó gebaut
- Stausee
- Waldlehrpfad (Andó-kúti Erdei Tanösvény)

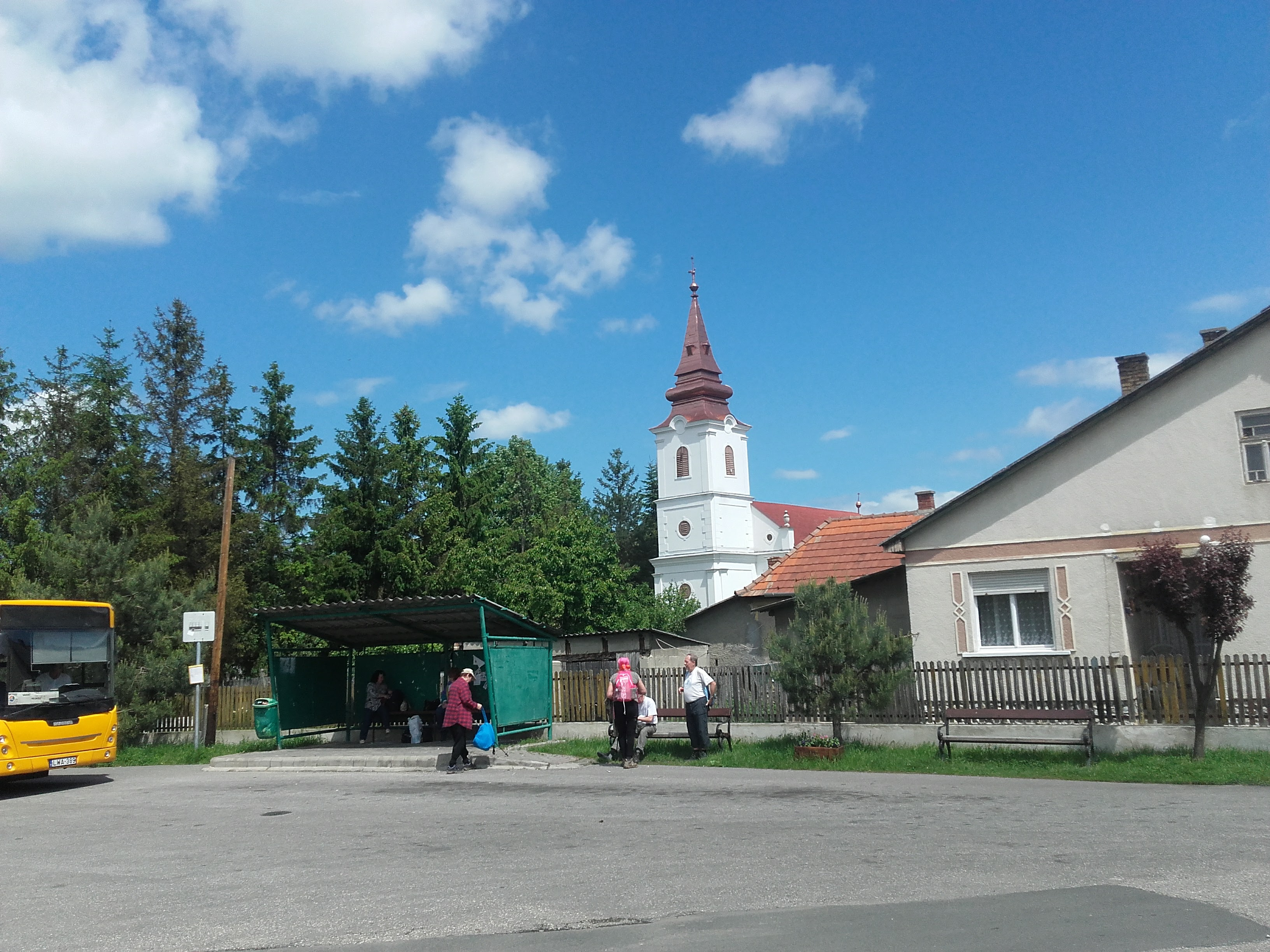
Bushaltestelle, im Hintergrund die reformierte Kirche

## Verkehr
Varbó ist über eine Nebenstraße von der Landstraße Nr. 2517 aus zu erreichen. Es bestehen Busverbindungen über Sajószentpéter nach Kazincbarcika sowie nach Miskolc. Der nächstgelegene Bahnhof befindet sich 12 Kilometer nordöstlich in Sajószentpéter.